# Andorra op de Olympische Jeugdzomerspelen 2010
Andorra nam deel aan de Olympische Jeugdzomerspelen 2010 in Singapore, de eerste editie van de Olympische Jeugdspelen.

## Medailleoverzicht
| Sport                                                                    | Olympiër                                                                 | Discipline                                                               | Medaille                                                                 |
| Als lid van een gemengd landenteam (telt niet mee voor landenklassement) | Als lid van een gemengd landenteam (telt niet mee voor landenklassement) | Als lid van een gemengd landenteam (telt niet mee voor landenklassement) | Als lid van een gemengd landenteam (telt niet mee voor landenklassement) |
| ------------------------------------------------------------------------ | ------------------------------------------------------------------------ | ------------------------------------------------------------------------ | ------------------------------------------------------------------------ |
| Judo                                                                     | Patrik Ferreira Martins                                                  | gemengd team                                                             | Brons                                                                    |

## Deelnemers en resultaten
(m) = mannen, (v) = vrouwen 

### Atletiek
| Olympiër                 | Discipline | Resultaat | Prestatie                                       |
| ------------------------ | ---------- | --------- | ----------------------------------------------- |
| Jenili Hilario Rodrigues | 400 m (v)  | 21e       | 1R serie 3: 1.06,91 (7e) D-finale: 1.06,63 (1e) |

### Judo
| Olympiër                             | Discipline    | Resultaat | Prestatie |
| ------------------------------------ | ------------- | --------- | --- |
| Patrik Ferreira Martins              | tot 66 kg (m) | 3e ronde  | 2R: verloor van AZE Jalil Jalilov 3R herkansing: verloor van IRI Farshid Ghasemi |
|                                      |               |           | |
| Patrik Ferreira Martins (team Tokio) | gemengd team  | Brons     | 1R: 5-3 team Parijs verloor van IRI Farshid Ghasemi 2R: 4-4 team New York (wonnen op punten) verloor van BRA Matheus Marcia Machado F groep B: 3-5 team Belgrado verloor van SEN Babacar Cissé |

### Zwemmen
| Olympiër              | Discipline       | Resultaat | Prestatie                                               |
| --------------------- | ---------------- | --------- | ------------------------------------------------------- |
| Oriol Cunat Rodriguez | 200 m vrij (m)   | 40e       | 1R serie 2: 2.01,38 (8e)                                |
| Oriol Cunat Rodriguez | 50 m vlinder (m) | 13e       | 1R serie 3: 26,55 (5e; 13e tijd) HF serie 2: 26,42 (7e) |
|                       |                  |           |                                                         |
| Monica Ramirez Abella | 50 m rug (v)     | 11e       | 1R serie 2: 30,80 (5e; 11e tijd) HF serie 2: 30,82 (6e) |
| Monica Ramirez Abella | 100 rug (v)      | 20e       | 1R serie 5: 1.05,73 (8e)                                |

Afghanistan · Albanië · Algerije · Amerikaanse Maagdeneilanden · Amerikaans-Samoa · Andorra · Angola · Antigua en Barbuda · Argentinië · Armenië · Aruba · Australië · Azerbeidzjan · Bahama's · Bahrein · Bangladesh · Barbados · België · Belize · Benin · Bermuda · Bhutan · Bolivia · Bosnië en Herzegovina · Botswana · Brazilië · Britse Maagdeneilanden · Brunei · Bulgarije · Burkina Faso · Burundi · Cambodja · Canada · Centraal-Afrikaanse Republiek · Chili · China · Chinees Taipei · Colombia · Comoren · Congo-Brazzaville · Congo-Kinshasa · Cookeilanden · Costa Rica · Cuba · Cyprus · Denemarken · Djibouti · Dominica · Dominicaanse Republiek · Duitsland · Ecuador · Egypte · El Salvador · Equatoriaal-Guinea · Eritrea · Estland · Ethiopië · Fiji · Filipijnen · Finland · Frankrijk · Gabon · Gambia · Georgië · Ghana · Grenada · Griekenland · Groot-Brittannië · Guam · Guatemala · Guinee · Guinee‑Bissau · Guyana · Haïti · Honduras · Hongarije · Hongkong · Ierland · IJsland · India · Indonesië · Irak · Iran · Israël · Italië · Ivoorkust · Jamaica · Japan · Jemen · Jordanië · Kaaimaneilanden · Kaapverdië · Kameroen · Kazachstan · Kenia · Kirgizië · Kiribati · Koeweit · Kroatië · Laos · Lesotho · Letland · Libanon · Liberia · Libië · Liechtenstein · Litouwen · Luxemburg · Macedonië · Madagaskar · Malawi · Malediven · Maleisië · Mali · Malta · Marshalleilanden · Marokko · Mauritanië · Mauritius · Mexico · Micronesië · Moldavië · Monaco · Mongolië · Montenegro · Mozambique · Myanmar · Namibië · Nauru · Nederland · Nederlandse Antillen · Nepal · Nicaragua · Nieuw-Zeeland · Niger · Nigeria · Noord-Korea · Noorwegen · Oeganda · Oekraïne · Oezbekistan · Oman · Oostenrijk · Oost‑Timor · Pakistan · Palau · Palestina · Panama · Papoea-Nieuw-Guinea · Paraguay · Peru · Polen · Portugal · Puerto Rico · Qatar · Roemenië · Rusland · Rwanda · Saint Kitts en Nevis · Saint Lucia · Saint Vincent en Grenadines · Salomonseilanden · Samoa · San Marino · Sao Tomé en Principe · Saoedi-Arabië · Senegal · Servië · Seychellen · Sierra Leone · Singapore · Slovenië · Slowakije · Soedan · Somalië · Spanje · Sri Lanka · Suriname · Swaziland · Syrië · Tadzjikistan · Tanzania · Thailand · Togo · Tonga · Trinidad en Tobago · Tsjaad · Tsjechië · Tunesië · Turkije · Turkmenistan · Tuvalu · Uruguay · Vanuatu · Venezuela · Verenigde Arabische Emiraten · Verenigde Staten · Vietnam · Wit-Rusland · Zambia · Zimbabwe · Zuid-Afrika · Zuid-Korea · Zweden · Zwitserland